# Szathmáry György (költő)
Szathmáry György (Szolnok, 1928. július 10. – Újszász, 1990. június 25.) költő, műfordító.

## Életútja
Szülővárosához, Szolnokhoz kötötték gyermek- és középiskolás évei: a Verseghy-gimnáziumban érettségizett, szülei, testvére továbbra is Szolnokon éltek. Már gimnazista korában is volt egy kellemetlen incidense a hatóságokkal, ekkor született versei miatt összetűzésbe került a korabeli kommunista hatalommal és egyetemi tanulmányainak (az Pázmány Péter Tudományegyetem történelem-filozófia szakán kezdte meg felsőbb tanulmányait) 1948-as internálása vetett véget – 1952-ben egy koncepciós per vádlottjaként először tizenöt, másodfokon tíz évi börtönbüntetésre ítélték. Tatabányán majd Vácott raboskodott, s bár már előbb költővé érett, költészete itt, a hasonlóan érző, gondolkodó társak között teljesedett ki, fordításait s legszebb verseit a váci rabköltők kézzel írott könyvei őrizték meg.
Szabadulása után visszatért Szolnokra és szórakoztató zenészként kereste kenyerét. 1952-ben ismét letartóztatták. Egy koncepciós per vádlottjaként először 15, másodfokon 12 évi börtönbüntetésre ítélték. Tatabányán, majd Vácott raboskodott. Az utóbbi börtönben a hasonlóan érző, gondolkodó társak között teljesedett ki igazán költészete. A váci börtönantológia-sorozat, a Füveskert mindegyik kötetében jelen van önálló verseivel és műfordításaival.
Négy év börtön után, 1956 nyarán feltételesen szabadlábra helyezték. A Kádár-korszakban nem találta meg a helyét. Nyugdíjazásáig szórakoztató zenészként dolgozott szerte az országban. Egészsége megromlott. Hátat fordított a költészetnek is. Hosszú betegség után 1990. június 25-én halt meg Újszászon. Szolnokon helyezték örök nyugalomra.
1988-tól pár évig Kárpáti Kamil szerkesztésében jelent meg a negyedéves irodalmi-művészeti folyóirat Stádium címen (az alapítvány és a kiadó ma is működik ezen a néven). Ennek a folyóiratnak az 1991. évi 1. számában jelentek meg Magyarországon nyomtatásban először Szathmáry-versek (In profundis, Paul Valéry, három vers a Pogány szonettekből, és néhány műfordítás: Maeterlinck, Chesterton, Nietzsche). A verseket Tóth Bálint Szathmáry-portréja: A maharadzsakumár vezette be. 1993-ban Szathmáry György versei címen Szolnok város önkormányzata adta ki a váci kézírásos Füveskert-antológia Szathmáry ciklusát (Virágok – lányok – istenek). A húsz vers hasonmás kiadásban (Tollas Tibor kézírásával) Szathmáry Judit bevezetőjével jelent meg.
1995-ben megjelent a hiteles magyarországi Füveskert-gyűjtemény (Füveskert 1954-1995. Stádium Kiadó). Szathmáry György is kötetnyi verssel és műfordítással van jelen az antológiában. A kötetet Pfitzner Rudolf, Kárpáti Kamil, Tollas Tibor és Tóth Bálint szerkesztette, a rajzokat az argentinai kiadású Füveskert-változatot is illusztráló Szalay Lajos életművéből válogatták.
Teljes gyűjteményes kötetének kiadását Szathmáry Judit kezdeményezte, és Szolnok város önkormányzata vállalta magára. 1997-ben Rékasy Ildikó kapott megbízást a könyv szerkesztésére a Verseghy Könyvtár igazgatójának ajánlására. A verses trilógiának második és harmadik része Tóth Bálint közvetítésével második feleségétől került elő, s néhány, együttélésünk idejéből származó versének (az utolsóknak) a kéziratát Rékasy őrizte meg. Amikor a kötet nagyjából összeállt, felvette a kapcsolatot Kárpáti Kamillal, engedélyét kérve, hogy használhassa az általuk szerkesztett antológiát, s átvehesse belőle Tóth Bálint A maharadzsakumár című tanulmányát. Ekkor derült ki, hogy Szathmáry verseit a Stádium Kiadó szintén akkoriban készült megjelentetni, pályázaton már nyertek is hozzá egy jelentős összeget. A Stádium eredetileg Tóth Bálintot bízta volna meg a szerkesztéssel, de mivel a munka még nem kezdődött el, s Rékasy elképzelései megnyerték a kiadó tetszését, ő kapta a szerkesztési munkát. A közös könyvhöz végül fele-fele arányban járult hozzá a Stádium Kiadó és a szolnoki önkormányzat, így jöhetett létre a műbőrkötésű kiadvány 1998-ban: a Sejtések könyve.
2010-ben A Tiszavirág címen jelent meg Szathmáry-verseskötet. Lényegében a Sejtések könyvének második kiadása: a járulékos szövegrészek, formátum, illusztráció változtak ugyan, de a lényegi tartalom, Szathmáry György művei (a sorrend és ciklusbeosztás is) pontról pontra megegyezik.

## Emlékezete
A rendszerváltást követően, halála után rehabilitálták. A Fővárosi Bíróság Katonai Tanácsa 1992-ben megsemmisítette a koholt vádak alapján hozott ítéletet. 1995. október 23-án posztumusz Hazáért Érdemkeresztet, majd 1997. augusztus 30-án az 1945 és 1956 közötti időszakban tanúsított politikai helytállásáért, valamint a nemzeti ellenállásban való részvételéért „A Szabad Magyarországért Érdemkereszt A Nemzeti Szalagon” kitüntetést adományozták neki. 1996-ban az MTA Irodalomtudományi Intézete, a Magyar Írószövetség és a Stádium Alapítvány irodalomtörténeti emlékülést rendezett „Az 1956-os szabadságharc és a füveskertiek” címmel. Ekkor a Magyar Írószövetség választmánya a három elhunyt füveskertit: Béri Gézát, Gérecz Attilát és Szathmáry Györgyöt posztumusz a Magyar Írószövetség tagjai közé iktatta. Kárpáti Kamil Szathmáry Gyurkának című versében emlékszik meg költőtársáról.
1992-ben szülővárosa kopjafát állíttatott sírjánál. A Damjanich János Múzeum első emeleti körfolyosóján (Szolnoki Panteon) elhelyezett, bronzba öntött portréját 2005. április 11-én leplezték le. Az alkotás Szabó Imrefia Béla munkája.

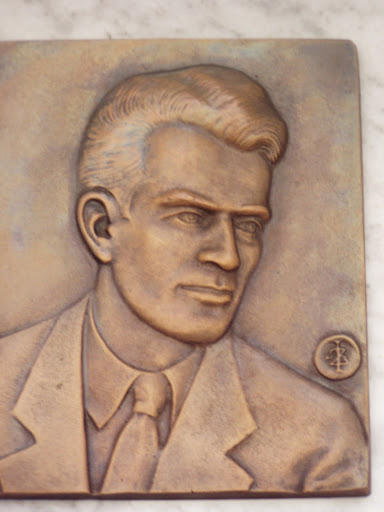
Domborműve a Damjanich Múzeum Szolnoki Panteonjában látható (Szabó Imrefia Béla alkotása)
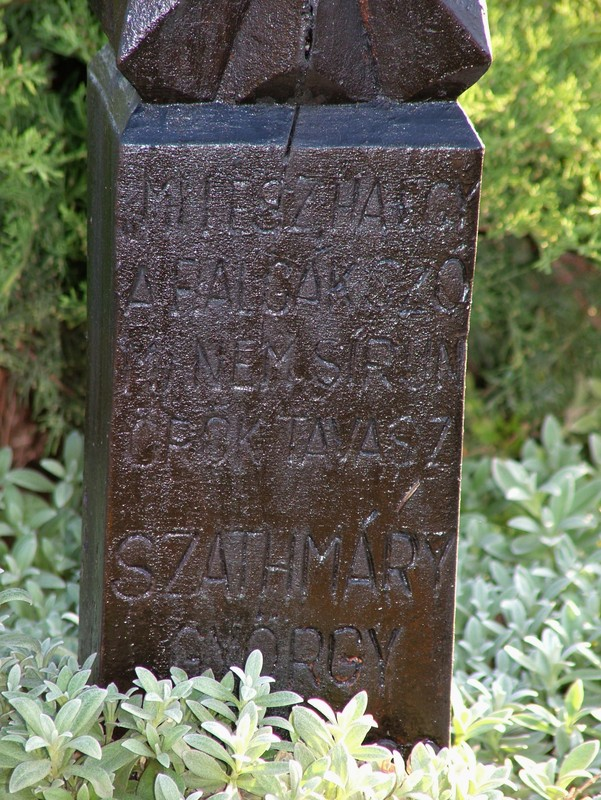
Kopjafája a sírjánál (Kósa Károly felvétele)
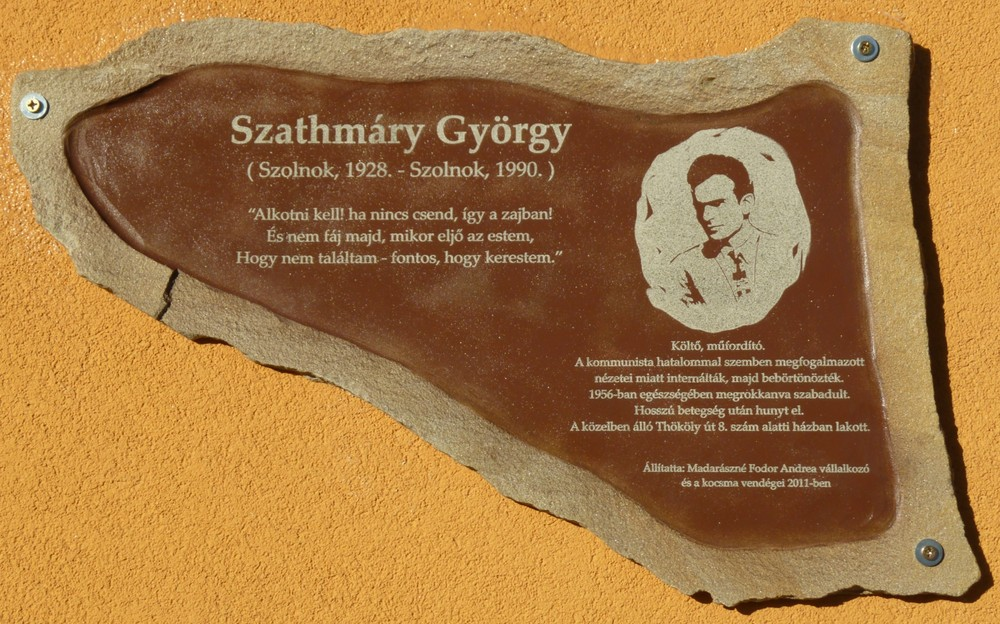
Emléktáblája a szolnoki Thököly utca 15. szám alatt (Kósa Károly felvétele)

## Művei
Szathmáry György versei / Virágok – lányok – istenek című verseskötetét Szolnok Megyei Jogú Város Önkormányzata adta ki. A kötet a Füveskert antológiában megjelent húsz költeményét foglalja magában. Sejtések könyve / Versek és műfordítások címmel jelent meg kötete 1998-ban a Stádium Kiadó és Szolnok Város Önkormányzata közös kiadásában.

### Kötetei
- A tiszavirág. Szathmáry György összegyűjtött versei és műfordításai; Gravámen Stúdió, Szolnok, 2010
- A Sejtések könyve szonettjei; szerk. Rózsássy Barbara; Stádium, Budapest, 2016

### Antológiák
- Emlékjelek / Szolnok az irodalomban – szolnoki irodalom[6]
- Füveskert / 1954-1995[7]
- A hasonmások városa / Gérecz Attila-díjasok antológiája[8]